# Haardroger

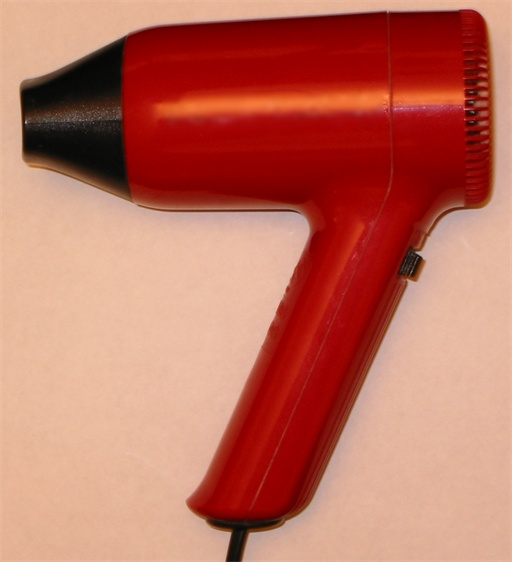
Haardroger

Een haardroger, ook föhn (naar de warme wind) of Fön (naar de fabrikant) genoemd, is een elektrisch huishoudelijk apparaat waarmee vochtig haar droog gemaakt kan worden met verwarmde lucht. In de föhn wordt een luchtstroom verwarmd door middel van het joule-effect.

## Techniek
De haardroger bestaat uit gloeidraden en een ventilator. De lucht komt eerst langs de ventilator en daarna pas langs de opgewarmde gloeidraden en wordt er zo aan de voorzijde uitgeblazen. Op deze manier stroomt er koude lucht langs de ventilator zodat de ventilator niet te warm wordt. Wanneer de ventilator stuk gaat, zal de haardroger oververhit raken. Om het gevaar van oververhitting te voorkomen is meestal een beveiligingssensor ingebouwd, die het apparaat laat afslaan wanneer de temperatuur een bepaalde waarde overschrijdt. De haardroger wordt dan pas weer bruikbaar nadat hij volledig is afgekoeld. 
Een ionische föhn heeft een anti-statische functie. Ionentechnologie produceert negatief geladen ionen die de positieve lading van het haar neutraliseert. Het haar gaat minder pluizen. 
Op de haardroger zit vaak een 2- of 3-keuzeschakelaar; hoe lager de ventilatorsnelheid hoe warmer de luchtstroom. Bij hoge snelheid blijft de temperatuur relatief laag.